# Grass Roots (album Atban Klann)
Grass Roots – pierwszy i jedyny album studyjny grupy Atban Klann (później znanej jako The Black Eyed Peas). Płytę promował jeden singiel, „Puddles of H2O”. Pierwotnie album miał być wydany 6 października 1994, lecz z niewiadomych przyczyn jego wydanie zostało wstrzymane. Najprawdopodobniej płyty nie wydano ze względu na śmierć Eazy’ego=E założyciela Ruthless Records.

## Lista utworów
1. „Open Your Mind”
2. „Goin for a Ride”
3. „Lord of the Flies”
4. „Adidas”
5. „Mountain Top”
6. „Quid Pro Quo”
7. „No Sequel”
8. „Worlds Gone Mad”
9. „Rain on Me”
10. „Dedicated”
11. „Styles are Critical”
12. „Puddles of H2O”
13. „Focus on You”
14. „Strolling”
15. „La Borio Woman Beater”
16. „Let Me Get Down”